# 차명석
차명석(車明錫, 1969년 4월 20일~)은 전 KBO 리그 LG 트윈스의 투수이자, 현재 KBO 리그 LG 트윈스의 단장이다.

## 선수 시절

### LG 트윈스시절
1992년 LG 트윈스의 2차 1순위 지명을 받아 입단하였다. 주로 중간계투로 등판했으며, 제구력으로 주로 승부한 투수였다.
1994년 한국시리즈 엔트리에 들었고 한경기도 등판하지 못했지만 한국시리즈 우승을 경험했다.
1997년에 방어율 2.79 11승 4패 7세이브를 기록하며 개인 커리어 하이를 기록하였고, 팀의 준우승에 기여하였다.
2001년에는 부상으로 1군 9경기에 그치며 재활하다가, 시즌 후 결혼식을 앞두고 방출되어 현역에서 은퇴했다.

## 야구선수 은퇴 후
LG에서 방출된 후 야구 해설가 허구연의 제안으로 2002년에는 잠시 MBC ESPN에서 MLB 경기 중계의 해설가로 활동했다. 해설가로 활동할 당시 자기비하 유머가 화제가 되기도 했다. 2003년 투수코치로 선임되어 친정 팀에 복귀했다.
2011년 시즌 중 트레이드되어 입단한 투수 유원상이 그의 제안으로 2012년에 셋업맨으로 전업하여 더 좋은 모습을 보여줬고, 두산 베어스에 보상 선수로 이적했다가 방출된 신재웅을 공익근무요원 복무 기간 동안에 다잡아 주기도 했다. 투수였던 이천웅은 그가 타자로서의 가능성을 높게 평가해 외야수로 전향시켰다.
2013년 LG 트윈스의 마운드를 안정화시키는 데 크게 기여했고 시즌 중 콩팥 종양 제거 수술을 받았다. 2주 간의 휴식으로 그를 대신하여 잠시 강상수 불펜코치가 메인 투수코치 대행을 맡고 경헌호 2군 코치가 잠시 1군에 올라오기도 했다. 건강 상의 이유로 2013 시즌 후 스스로 1군에서 물러나 재활군 담당으로 보직을 변경했다. 2013 일구대상에서 지도자상을 수상했다. 하지만 건강 문제와 함께 자신의 부인도 수술을 받는 등 가정사를 이유로 2014년 2월 11일에 사임했다. 2014년 3월 4일 MBC 스포츠플러스의 해설위원으로 복귀했다. 2014년 9월 13일, 당시 감독이었던 양상문의 부름을 받고 친정 팀 LG 트윈스의 수석코치로 복귀했다. 그러나 팀이 성적 부진에 시달리면서 자신의 거취에 대해 여러 소문이 들리자, 2015 시즌 후 사임했다.
2015년 10월 25일 kt 위즈의 육성총괄코치로 임명됐으나, 2016 시즌 후 조범현이 감독직에서 물러나자 동반 사퇴했다.
2016년 12월 3일에 MBC 스포츠플러스의 해설위원으로 복귀하여 2018년까지 해설위원으로 활동했고, 2019년부터 LG 트윈스의 단장으로 선임됐다.
LG 트윈스 단장으로 선임된 해부터 포스트시즌에 매년 진출했고, 2023년 한국시리즈에서 29년만에 우승하며, 선수와 단장으로 모두 우승을 경험하였다.

## 별명
- 현역 시절 느린 공과 제구력을 우선하는 피칭 때문에 전 메이저 리그 투수 그레그 매덕스를 본뜬 '차덕스'라는 별명이 있다.

- 야생마 이상훈, 적토마 이병규, 야임마 차명석 "트윈스 3대명마"

## 에피소드
- 그는 목디스크가 있었는데 홈런을 허용하고 타구를 보느라 목을 많이 돌려서 생겼다고 한다.

## 출신 학교
- 서울사당초등학교
- 성남중학교
- 성남고등학교
- 건국대학교 경영학과 88학번

## 통산 기록
| 연도 | 팀명   | 평균자책점 | 경기 | 완투 | 완봉 | 승 | 패 | 세 | 홀 | 승률  | 타자 | 이닝    | 피안타 | 피홈런 | 볼넷 | 사구 | 탈삼진 | 실점 | 자책점 |
| ---- | ------ | ---------- | ---- | ---- | ---- | -- | -- | -- | -- | ----- | ---- | ------- | ------ | ------ | ---- | ---- | ------ | ---- | ------ |
| 1992 | LG     | 3.92       | 27   | 1    | 0    | 0  | 5  | 2  | 0  | 0.000 | 363  | 85      | 77     | 5      | 31   | 6    | 52     | 40   | 37     |
| 1993 | LG     | 4.88       | 35   | 2    | 0    | 7  | 9  | 1  | 0  | 0.438 | 559  | 125 1/3 | 146    | 11     | 38   | 9    | 61     | 77   | 68     |
| 1994 | LG     | 4.28       | 26   | 0    | 0    | 2  | 3  | 1  | 0  | 0.400 | 264  | 61      | 69     | 4      | 19   | 3    | 24     | 32   | 29     |
| 1995 | LG     | 2.66       | 9    | 0    | 0    | 1  | 1  | 0  | 0  | 0.500 | 84   | 20 1/3  | 24     | 0      | 4    | 0    | 6      | 6    | 6      |
| 1996 | LG     | 4.04       | 31   | 0    | 0    | 4  | 4  | 1  | 0  | 0.500 | 309  | 71 1/3  | 81     | 7      | 15   | 5    | 34     | 35   | 32     |
| 1997 | LG     | 2.79       | 68   | 0    | 0    | 11 | 4  | 7  | 0  | 0.733 | 475  | 119 1/3 | 100    | 7      | 31   | 8    | 66     | 37   | 37     |
| 1998 | LG     | 3.96       | 56   | 0    | 0    | 3  | 4  | 3  | 0  | 0.429 | 316  | 77 1/3  | 78     | 8      | 18   | 2    | 43     | 39   | 34     |
| 1999 | LG     | 3.46       | 50   | 0    | 0    | 7  | 2  | 2  | 0  | 0.778 | 284  | 67 2/3  | 68     | 7      | 18   | 6    | 45     | 27   | 26     |
| 2000 | LG     | 4.82       | 54   | 0    | 0    | 3  | 4  | 2  | 11 | 0.429 | 326  | 74 2/3  | 84     | 11     | 27   | 2    | 50     | 40   | 40     |
| 2001 | LG     | 8.64       | 9    | 0    | 0    | 0  | 1  | 0  | 0  | 0.000 | 47   | 8 1/3   | 16     | 1      | 7    | 0    | 6      | 9    | 8      |
| 통산 | 10시즌 | 4.02       | 365  | 3    | 0    | 38 | 37 | 19 | 11 | 0.507 | 3027 | 710 1/3 | 743    | 61     | 208  | 41   | 387    | 342  | 317    |

## 참조
1. ↑  '무적 LG 시대'의 강철 허리, 차명석 - 오마이뉴스
2. ↑  "내 꿈은 첫 선수 출신 KBO 사무총장" - 오마이뉴스
3. ↑  차명석 코치, 콩팥종양 제거 수술로 2주 휴식 - 이데일리
4. ↑  차명석 코치, 김기태 감독의 제갈공명 된 사연 - OSEN
5. ↑  김성근 감독, '차명석 코치! 정말 축하해' - OSEN
6. ↑  LG, 차명석 잔류군 감독 사임 의사 최종 수용 - MK스포츠
7. ↑  차명석 전 LG 코치, MBC 해설 마이크 잡는다 - OSEN
8. ↑  LG 차명석 수석, 성적 부진으로 사의 표명 - OSEN